# Gadżyjewo
Gadżyjewo (ros. Гаджиево) – miasto zamknięte (ZATO), będące główną bazą Floty Północnej Federacji Rosyjskiej.
Po raz pierwszy osiedle Jagielnaja Guba, podporządkowane miastu Polarnyj, pojawia się w spisach miejscowości obwodu murmańskiego w 1957. 16 października 1967 osiedle otrzymuje nazwę Gadżyjewo, od nazwiska Bohatera Związku Radzieckiego Magomieta Gadżyjewa, poległego w 1942 w walce na podwodnym okręcie K-23.
Od 19 września 1979 osiedle robotnicze Gadżyjewo, w 1981 otrzymuje status ZATO z nazwą Skalistyj, oficjalnie Murmańsk-130. Od 1994 nazwa Skalistyj staje się oficjalną. W 1999 następuje zmiana nazwy na Gadżyjewo.
W bazie stacjonują podwodne siły Floty.